# Polar Operational Environmental Satellite

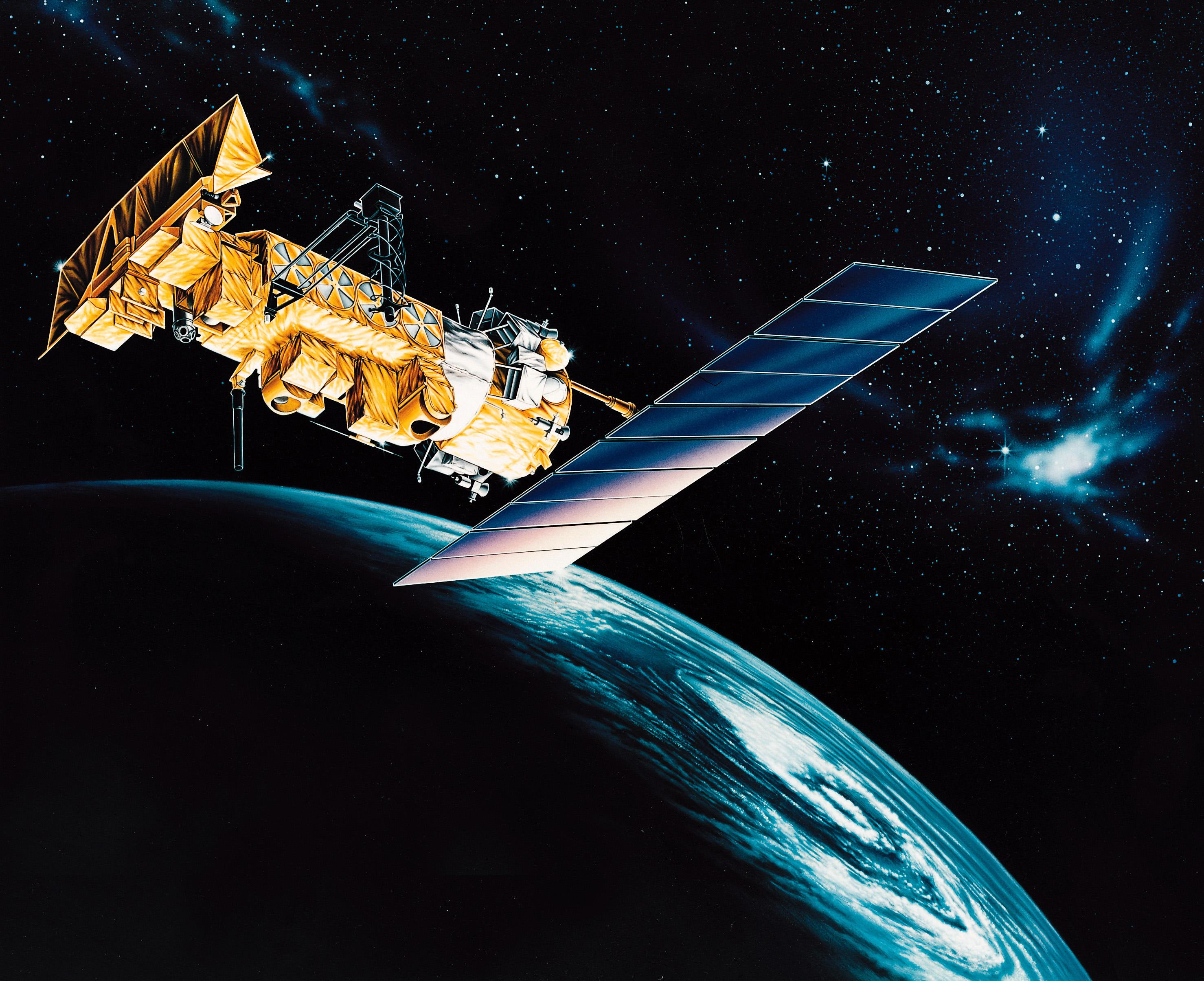
Dibujo artístico que muestra el satélite POES en órbita

Polar Operational Environmental Satellite o POES, (en español, satélite ambiental de órbita polar) es un satélite artificial de la NOAA que orbita sobre los polos.
El sistema de satélites POES tiene la ventaja de ofrecer una cobertura diaria global gracias a que posee una órbita próxima a los polos que permite realizar 14,1 circunvalaciones diarias a la Tierra. Debido al número de circunvalaciones que se pueden efectuar diariamente, no se repiten los ejes de rotación dentro de un mismo día, por lo que la hora solar local de cada pasada de un satélite permanece prácticamente inmutable en cualquier latitud. En la actualidad, se encuentran en órbita un satélite matutino y otro vespertino, que dan cobertura global cuatro veces al día. El sistema POES incluye el "radiómetro de muy alta resolución" (AVHRR: Advanced Very High Resolution Radiometer) y la "Sonda operativa vertical Tiros" (TOVS: Tiros Operational Vertical Sounder). 
Debido a la naturaleza intrínseca de las órbitas polares de los satélites POES, estos satélites son capaces de recopilar datos a escala planetaria para aplicaciones oceánicas, terrestres y atmosféricas. Los datos de los satélites POES permiten un amplio abanico de operaciones de vigilancia y seguimiento ambiental: análisis y pronósticos meteorológicos, investigación climática y predicciones, mediciones globales de la temperatura superficial marina, sondeos atmosféricos de la temperatura y la humedad, dinámica oceánica, vigilancia de las erupciones volcánicas, detección de incendios forestales, análisis de la vegetación u operaciones de salvamento, por mencionar algunas. 